# جوزيف ترابانيز
جوزيف ترابانيز هو عازف ومنتج أمريكي ولد في 7 أغسطس 1984.